# Galerija Aluminij
Aluminij d.d. Mostar, osnivač i vlasnik Galerije Aluminij, nesebično ulaže u nadgradnju kulturnoga života Mostara i širega podneblja, pomažući likovne, književne, glazbene, kazališne i ine pothvate i pojedince odnosno promičući trajne vrijednosti kojima se nadopunjuje duhovnu stranu čovjeka i društva. Galerija Aluminij od 9. studenoga 2000. godine oplemenjuje kulturni život svojega grada, doprinoseći pritom stvaranju posebne slike i posebnoga ozračja u svojoj sredini. Posjetitelj galerijskih Salona 1 i Salona 2 osjetit će užitak obitavanja u prostoru ispunjenomu bogatim opusom vrhunskih umjetničkih djela, ravan duhovnomu pijenju rastopa u tajnovitu, ali svejedno dostižnu svijetu čulnosti. Galerija Aluminij vrhunski je uređenim i besprijekorno osmišljenim prostorom koji spaja tradicijsko i novo. U njoj izlažu velikani kiparstva i slikarstva, grafičari svjetskoga glasa, a u njezinu djelovanju uživaju brojni ljubitelji umjetnosti, tisuće njih na godišnjoj razini.
Mostarskomu su kulturnom općinstvu, upravo zahvaljujući Galeriji Aluminij, predočena djela na desetke velikana, a vrijedi istaći Vlaha Bukovca, Mencija Klementa Crnčića, Salvadora Dalija, Karla Afana de Riveru, Eugenea Delacroixa, Josipa Diminića, Otona Glihu, Krstu Hegedušića, Oskara Hermana, Kažimira Hrastu, Hamu Ibrulja, Stjepana Ivaniševića, Vasilija Josipa Jordana, Gabrijela Jurkića, Jozu Kljakovića, Julija Knifera, Kuzmu Kovačića, Ivana Kožarića, Vatroslava Kuliša, Ljubu Laha, Vaska Lipovca, Antuna Motiku, Edu Murtića, Virgilija Nevjestića, Dimitrija Popovića, Danila Danka Pravicu, Vanju Radauša, Nikolu Reisera, Nastu Rojc, Mehu Sefića, Stipu Sikiricu, Miroslava Šuteja, Josipa Trostmanna, Milivoja Uzelca, Josipa Vaništu, Fadila Vejzovića, Mladena Vežu, Ivu Vojvodića…. Otkupljivanjem umjetničkih djela nakon pojedinih izložbi, u Galeriji je čak stvorena i zbirka vrhunskih uradaka zvučnih svjetskih imena, koji su izloženi u razdobljima između gostujući postava.
Pokretanjem umjetničke galerije, Aluminij je osvjedočio svoj istančan osjećaj za kulturne, umjetničke vrijednosti i stvorio oblik kulturne politike kojoj je ciljem razvijati, a ne zadržavati kulturnu stečevinu, s nakanom oplemenjivanja svagdanje životne zbilje. 

## Vanjske poveznice
- http://www.aluminij.ba/galerija-aluminij  Arhivirana inačica izvorne stranice od 30. siječnja 2019. (Wayback Machine)